# Сломкув-Мокри
Сломкув-Мокри (пол. Słomków Mokry) — село в Польщі, у гміні Врублев Серадзького повіту Лодзинського воєводства.
Населення — 315 осіб (2011).
У 1975-1998 роках село належало до Серадзького воєводства.

## Демографія
Демографічна структура станом на 31 березня 2011 року:
|          | Загалом | Допрацездатний вік | Працездатний вік | Постпрацездатний вік |
| -------- | ------- | ------------------ | ---------------- | -------------------- |
| Чоловіки | 157     | 29                 | 117              | 11                   |
| Жінки    | 158     | 29                 | 92               | 37                   |
| Разом    | 315     | 58                 | 209              | 48                   |